# Larry King Live
Larry King Live est une émission de télévision d'information présentée par le journaliste et animateur de télévision Larry King, et diffusée de 1985 à 2010 sur la chaîne d'information en continu américaine CNN.
L'émission, lancée en 1985, a été le programme de CNN le plus regardé, avec plus d'un million de téléspectateurs la nuit. Le 16 décembre 2010, le programme s'arrête, et est remplacé en janvier 2011 par Piers Morgan Tonight, animé par le journaliste britannique Piers Morgan.